# 独立镜头
獨立鏡頭（英語：Independent Lens）是美國公共電視網每週播出的電視節目，以放映獨立電影製片人所製作的紀錄片為主要內容。在最新的幾個播出季裡，《獨立鏡頭》的主持人包括安琪拉·貝瑟、唐·錢德爾、蘇珊·莎蘭登、艾迪·法柯、泰倫斯·霍華德、瑪姬·吉倫荷、艾美莉卡·弗瑞娜、瑪麗-露易斯·帕克和史丹利·圖奇等人。
該系列節目於1999年開始播出，最初計劃播出三季，每季由10集內容組成。2002年，公共廣播電視公司宣佈將重新製作播出該系列節目並將製作委託給獨立電視服務公司。《獨立鏡頭》新系列由莎莉·喬·菲弗（Sally Jo Fifer）和羅伊斯·沃森（Lois Vossen）擔任製作人，同時節目提升到黃金時段播出並每季擴充為29集。
《獨立鏡頭》目前已榮膺6次黃金時段艾美獎，同時其播出的紀錄片中有20部獲得了新聞與紀錄片艾美獎。2012年，《約翰內斯堡消息》獲得黃金時段艾美獎紀錄片製作傑出貢獻獎；2007年，《屋內的猛獅》獲得黃金時段艾美獎非虛構節目製作傑出貢獻獎；2006年，《獅蹤》獲得黃金時段艾美獎傑出文化節目獎。其他也獲得黃金時段艾美獎最佳紀錄片的作品包括2008年的《比利·斯特雷霍恩：寫意人生》、2004年的《活的美好，笑的漂亮》和2000年的《更快歌唱：尼伯龍根指環的幕後》。而僅僅在2017年就有4部《獨立鏡頭》的紀錄片獲得新聞與紀錄片艾美獎，這包括《真光之鎧甲》、《不存在的托雷》、《最好的敵人》和《我們信仰足球》。
此外，《獨立鏡頭》還有7部紀錄片獲得了奧斯卡金像獎最佳紀錄片的提名。這些紀錄片是2004年的《地下氣象員》、2006年的《安隆風暴》、2010年的《垃圾之地》、2011年的《折返地獄》、2012年的《挑一塲疫戰》、2016年的《我不是你的黑鬼》和2018年的《黑爾縣的日與夜》。
其他授予《獨立鏡頭》的重要獎項還包括皮博迪獎、國際紀錄片協會紀錄片獎、阿爾弗雷德·杜邦—哥倫比亞大學獎和聖丹斯電影節電影獎等。

## 外部鏈接
- 官方网站（英文）
- 獨立鏡頭製作公司主頁 （页面存档备份，存于）（英文）
- 獨立鏡頭官方博客 （页面存档备份，存于）（英文）
- 互联网电影数据库（IMDb）上《獨立鏡頭》的资料（英文）